# Romina Armellini
Romina Armellini (Johannesburg, 9 novembre 1984) è una nuotatrice italiana.

## Carriera
Nata e cresciuta in Sudafrica, ha iniziato a nuotare là con buoni risultati ai campionati sudafricani, tanto da essere convocata in nazionale e disputare alcune tappe della coppa del mondo.
Nel 2002 le è stato diagnosticato un tumore alla tiroide, viene operata e dopo un periodo di cure ha potuto riprendere l'attività agonistica già nel 2003, tornando ad essere competitiva, ha partecipato ai trials olimpici ma non è stata portata ai giochi di Atene. Essendo di padre e madre italiani allora si è trasferita a Verona dove viene allenata da Alberto Castagnetti. Specializzata nel dorso ha al suo attivo, oltre a sette titoli italiani tra gare individuali e staffette, la finale nei 200 m dorso ai Campionati europei di nuoto del 2008 ad Eindhoven e la partecipazione ai giochi olimpici di Pechino.

## Palmarès
| Giochi Olimpici            | 100 m dorso               | 200 m dorso            | 4×100 m mista                |
| 2008 Pechino Cina          | 26ª in batteria 1'02"21   | ---                    | 14ª - 4'04"93 dorso: 1'02"49 |
| Campionati europei         | 100 m dorso               | 200 m dorso            | 4×100 m mista                |
| 2008 Eindhoven Paesi Bassi | 12ª in semifinale 1'03"01 | 8ª 2'14"84             | 9ª - 4'11"17 dorso: 1'03"99  |
| Universiadi                | 100 m dorso               | 200 m dorso            | 4×100 m mista                |
| 2007 Bangkok Thailandia    | 6ª in finale B 1'03"30    | 4ª in finale B 2'17"68 | 6ª - 4'07"78 dorso: 1'03"10  |

### Campionati italiani
4 titoli individuali e 3 in staffette, così ripartiti:
- 3 nei 100 m dorso
- 1 nei 200 m dorso
- 3 nella staffetta 4×100 m mista

nd = non disputata
| Anno | Edizione    | dorso 50 m | dorso 100 m | dorso 200 m | mista 4×100 m |
| ---- | ----------- | ---------- | ----------- | ----------- | ------------- |
| 2004 | Estivi      | 2          | -           | 3           | 2             |
| 2005 | Primaverili | -          | -           | -           | 2             |
| 2005 | Estivi      | -          | -           | -           | 3             |
| 2006 | Invernali   | -          | 3           | 3           | nd            |
| 2007 | Primaverili | -          | 1           | 3           | 1             |
| 2007 | Estivi      | -          | 1           | 2           | 1             |
| 2007 | Invernali   | -          | 2           | 2           | nd            |
| 2008 | Primaverili | -          | 1           | 1           | 1             |
| 2008 | Estivi      | -          | 2           | 2           | -             |
| 2009 | Invernali   | -          | 3           | -           | nd            |
| 2010 | Estivi      | -          | -           | 3           | nd            |
| 2011 | Estivi      | -          | 3           | 2           | nd            |